# Ronde van Noorwegen 2024
De dertiende editie van de wielerwedstrijd Ronde van Noorwegen vond in 2024 plaats van 23 mei tot en met 26 mei. De start was in Voss, de finish in Stavanger. De ronde maakt deel uit van de UCI ProSeries 2024, in de categorie 2.Pro. Titelverdediger was de Brit Ben Tulett, die dit jaar werd opgevolgd door de Fransman Axel Laurance.

## Deelnemende ploegen
| WorldTour                 | ProContinentaal         | Continentaal           | Nationaal |
| ------------------------- | ----------------------- | ---------------------- | --------- |
| Alpecin-Deceuninck        | Bingoal WB              | ATT Investments        | Noorwegen |
| BORA-Hansgrohe            | Q36.5 Pro Cycling Team  | Project Echelon Racing |           |
| INEOS Grenadiers          | TDT-Unibet Cycling Team | Team Coop-Repsol       |           |
| Intermarché-Wanty         | Team Flanders-Baloise   |                        |           |
| Lidl-Trek                 | Tudor Pro Cycling Team  |                        |           |
| Team dsm-firmenich PostNL | Uno-X Mobility          |                        |           |
| Team Visma I Lease a Bike |                         |                        |           |

## Etappe-overzicht
| etappe | datum  | start     | finish      | type      | afstand | winnaar            | klassementsleider |
| ------ | ------ | --------- | ----------- | --------- | ------- | ------------------ | ----------------- |
| 1      | 23 mei | Voss      | Voss Resort | Heuvelrit | 142 km  | Thibau Nys         | Thibau Nys        |
| 2      | 24 mei | Odda      | Gullingen   | Heuvelrit | 205 km  | Axel Laurance      | Axel Laurance     |
| 3      | 25 mei | Sola      | Egersund    | Heuvelrit | 173 km  | Jordi Meeus        | Axel Laurance     |
| 4      | 26 mei | Stavanger | Stavanger   | Heuvelrit | 125 km  | Alexander Kristoff | Axel Laurance     |

## Klassementenverloop
| Etappe       | Winnaar            | Algemeen klassement · | Bergklassement · | Jongerenklassement · | Ploegenklassement · |
| ------------ | ------------------ | --------------------- | ---------------- | -------------------- | ------------------- |
| 1            | Thibau Nys         | Thibau Nys            | Eirik Vang Aas   | Thibau Nys           | Uno-X Mobility      |
| 2            | Axel Laurance      | Axel Laurance         | Eirik Vang Aas   | Mathias Vacek        | Uno-X Mobility      |
| 3            | Jordi Meeus        | Axel Laurance         | Eirik Vang Aas   | Mathias Vacek        | Uno-X Mobility      |
| 4            | Alexander Kristoff | Axel Laurance         | Eirik Vang Aas   | Mathias Vacek        | Uno-X Mobility      |
| 0Eindstanden | 0Eindstanden       | Axel Laurance         | Eirik Vang Aas   | Mathias Vacek        | Uno-X Mobility      |

## Eindklassementen
| Plaats      | Naam               | Ploeg                     | Tijd      |
| ----------- | ------------------ | ------------------------- | --------- |
| Oranje trui | Axel Laurance      | Alpecin-Deceuninck        | 14u55'10" |
| 2           | Bart Lemmen        | Team Visma I Lease a Bike | + 12"     |
| 3           | Ådne Holter        | Uno-X Mobility            | + 13"     |
| 4           | Mathias Vacek      | Lidl-Trek                 | + 21"     |
| 5           | Marco Brenner      | Tudor Pro Cycling Team    | + 33"     |
| 6           | Óscar Rodríguez    | INEOS Grenadiers          | + 40"     |
| 7           | Ethan Hayter       | INEOS Grenadiers          | + 46"     |
| 8           | Magnus Cort        | Uno-X Mobility            | + 52"     |
| 9           | Kamiel Bonneu      | Team Flanders-Baloise     | + 53"     |
| 10          | Carl Fredrik Hagen | Q36.5 Pro Cycling Team    | + 54"     |

| Plaats | Naam            | Ploeg                     | Punten |
| ------ | --------------- | ------------------------- | ------ |
| 1      | Eirik Vang Aas  | Noorwegen                 | 22     |
| 2      | Filip Řeha      | ATT Investments           | 18     |
| 3      | Ådne Holter     | Uno-X Mobility            | 14     |
|        |                 |                           |        |
| 7      | Bart Lemmen     | Team Visma I Lease a Bike | 11     |
| 8      | Lennert Teugels | Bingoal WB                | 11     |

| Plaats      | Naam          | Ploeg                  | Tijd      |
| ----------- | ------------- | ---------------------- | --------- |
| Oranje trui | Mathias Vacek | Lidl-Trek              | 14u55'31" |
| 2           | Marco Brenner | Tudor Pro Cycling Team | + 12"     |
| 3           | Huub Artz     | Intermarché-Wanty      | + 34"     |

| Plaats | Ploeg                     | Tijd      |
| ------ | ------------------------- | --------- |
|        | Uno-X Mobility            | 44u47'45" |
| 2      | Team Visma I Lease a Bike | + 47"     |
| 3      | INEOS Grenadiers          | + 1'48"   |
|        |                           |           |
| 4      | Alpecin-Deceuninck        | + 2'04"   |

Mannen:
2011 · 2012 · 2013 · 2014 · 2015 · 2016 · 2017 · 2018 · 2019 · 2020 ·2021 · 2022 · 2023 · 2024
Vrouwen:
2014 · 2015 · 2016 · 2017 · 2018 · 2019 · 2020 · 2021 · →
Ronde van Valencia ·
Figueira Champions Classic ·
Ronde van Oman ·
Clásica de Almería ·
Ronde van de Algarve ·
Ruta del Sol ·
Ardèche Classic ·
Drôme Classic ·
Kuurne-Brussel-Kuurne ·
Trofeo Laigueglia ·
Nokere Koerse ·
Milaan-Turijn ·
GP Denain ·
Bredene Koksijde Classic ·
Grote Prijs Miguel Indurain ·
Scheldeprijs ·
Brabantse Pijl ·
Ronde van de Alpen ·
Ronde van Turkije ·
Grote Prijs van Plumelec ·
Tro Bro Léon ·
Ronde van Hongarije ·
Vierdaagse van Duinkerke ·
Boucles de la Mayenne ·
Ronde van Noorwegen ·
Circuit Franco-Belge ·
Brussels Cycling Classic ·
Dwars door het Hageland ·
Ronde van België ·
Ronde van Slovenië ·
Ronde van het Qinghaimeer ·
Ronde van Wallonië ·
Arctic Race of Norway ·
Ronde van Burgos ·
Ronde van Denemarken ·
Ronde van Duitsland ·
Maryland Cycling Classic ·
Ronde van Groot-Brittannië ·
Grote Prijs van Fourmies ·
GP Industria & Artigianato-Larciano ·
Coppa Sabatini ·
Grote Prijs van Wallonië ·
Ronde van Luxemburg ·
Super 8 Classic ·
Ronde van Langkawi ·
Ronde van het Münsterland ·
Ronde van Emilia ·
Parijs-Tours ·
Coppa Bernocchi ·
Ronde van de Drie Valleien ·
Ronde van Piemonte ·
Ronde van het Taihu-meer ·
Ronde van Veneto ·
Japan Cup ·
Veneto Classic